# UFC 183
UFC 183: Silva vs. Diaz var en MMA-gala som arrangerades av Ultimate Fighting Championship och ägde rum 31 januari 2015 i Las Vegas i USA.

## Resultat
1. ↑  Ursprungligen en vinst för Silva via enhälligt domslut (50–45, 50–45, 49–46). Resultatet ogiltigförklarades efter att Silva fastnat i en dopingkontroll.'"`UNIQ--ref-00000004-QINU`"'
2. ↑  Catchweight 180 lbs.'"`UNIQ--ref-00000006-QINU`"'
3. ↑  Catchweight 130 lbs.'"`UNIQ--ref-00000008-QINU`"'